# Кэ Вэньчжэ
Кэ Вэньчжэ (кит. 柯文哲, пиньинь Kē Wénzhé; род. 6 августа 1959, Синьчжу) — политический деятель Китайской Республики. Председатель Тайваньской народной партии (ТНП) с 2019 года.
Кэ Вэньчжэ стал широко известен в СМИ после 2006 года. Он объявил о своей кандидатуре на пост мэра Тайбэя в 2014 году и в результате был избран мэром, став первым мэром Тайбэя с медицинским образованием. Был успешно переизбран в 2018 году, победив кандидатов от двух главных тайваньских партий.
31 июля 2019 года, Кэ Вэньчжэ завершил регистрацию Тайваньской народной партии и основал партию 6 августа, став её первым председателем. 20 мая 2023 года баллотировался на президентские выборы, запланированные на 13 января 2024 года.
Кэ Вэньчжэ однажды поддержал лидера Демократической Прогрессивной Партии Цай Инвэнь, чтобы она баллотировалась в президенты, организовал клубы поддержки кампании и сбор средств для Цай, а также был постоянным членом Ассоциации друзей Сяоин. Но Кэ Вэньчжэ также не раз критиковал тайваньский консенсус Цай Инвэнь, который не был достаточно ясным, и неоднократно критиковал прокитайскую позицию партии Гоминьдан и однажды заявил, что он разделяет стратегическую цель с Демократической прогрессивной партией, а именно, что «тайваньцы должны быть хозяевами своей земли». По его словам, после инициированных Ли Дэнхуэем политических изменений невозможно представить развитие демократии на Тайване по сингапурскому образцу, и говорить об автономии Тайваня следует так: «Тайваньцы сами определяют политическую систему и образ жизни. В этом суть. Это и называется автономией Тайваня».

## Ранние годы и образование
Кэ Вэньчжэ родился и вырос в Синьчжу. Происходит из семьи госслужащих среднего класса: его отец был учителем начальной школы, а дед был школьным смотрителем, а затем директором. Ко Вэньчжэ окончил медицинский факультет Тайваньского национального университета (ТТУ). С августа 1986 по сентябрь 1988 года Кэ служил в 269-й мотопехотной дивизии армии Китайской Республики, выполняя свои обязанности по прохождению военной службы. Он служил военным медиком в звании младшего лейтенанта.

## Медицинская карьера
По окончании школы Кэ занял первое место по всей стране на экзаменах на получение медицинской лицензии. По совету своего профессора, доктора Чжу Шусюня, Кэ решил специализироваться на хирургии и интенсивной терапии в отделении неотложной медицины. Проработав 11 лет в службах неотложной помощи, Кэ в 1993 году отправился в Соединенные Штаты для участия в годичной программе клинических стипендий по исследованию искусственной печени в Миннесотском университете под руководством тайваньско-американского учёного Вэйшоу Ху.
Вернувшись на Тайвань в 1994 году, Кэ продолжил работать в отделении неотложной помощи, одновременно начав обучение в аспирантуре. По приглашению доктора Чжу Шусюня, Кэ помог основать первую команду по трансплантации органов, целью которой было проведение операций по пересадке сердца. Позже этот опыт использовался по всему Тайваню. Надеясь увеличить процент успешных трансплантаций, команда Kэ внедрила лечение ЭКМО по опыту США и повысила процент успешных трансплантаций с 19 % до 51 %. 30 января 2008 года Кэ установил мировой рекорд по сохранению жизни пациента с помощью ЭКМО в течение 117 дней подряд. Используя стандарты лечения в США в качестве руководства, Кэ разработал стандартную процедуру трансплантации органов на Тайване, одобренные местными институтами здравоохранения.
В 2002 году Кэ получил степень доктора наук в области клинической медицины в Национальном тайваньском университете. Помимо своей работы по совершенствованию медицинских технологий на Тайване, Кэ с 2000 года принимал участие во многих зарубежных медицинских конференциях. 18 ноября 2006 года Кэ использовал ЭКМО, чтобы спасти жизнь Ширли Шоу, жены мэра Тайчжуна Джейсона Ху, которая впала в кому после автомобильной аварии. Этот случай, в частности, привлёк внимание средств массовой информации, благодаря чему имя Кэ Вэньчжэ стало общеизвестным.

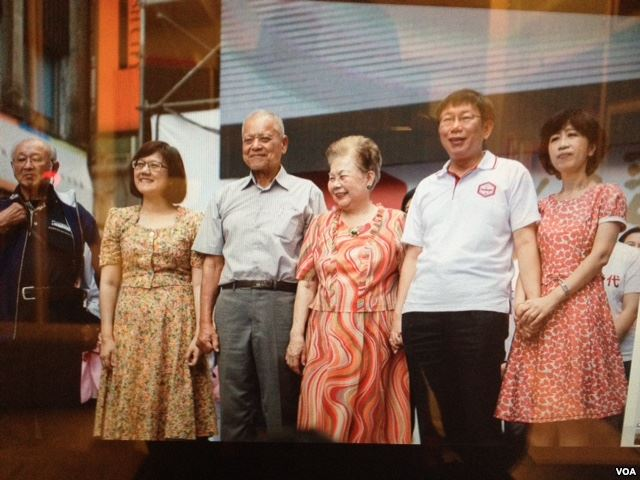
Кэ Вэнь-чжэ с семьёй на выборах 2014 года

В 2010 году Kэ внедрил американскую концепцию комплексного ухода на Тайване и создал отделение комплексного ухода в больнице Национального тайваньского университета с целью снижения стоимости лечения и улучшения качества лечения и жизни обслуживающих врачей и медсестер. Кэ руководил бригадой неотложной помощи, которая лечила Шона Ляня (Лянь Шэнвэнь) от критических ранений после того, как 26 ноября ему выстрелили в лицо с близкого расстояния из 9-миллиметрового пистолета. Лянь быстро пришел в себя, что заставило СМИ сомневаться в правдивости этой истории, но Кэ незамедлительно выступил в прессе с подтверждением серьёзности ранения.

## Частная жизнь
Супруга Чэнь Пэйци родилась на Пэнху, Тайвань. Она окончила старшую среднюю школу и медицинский факультет Национального тайваньского университета, работает директором педиатрического отделения городской больницы Тайбэя, отделения охраны здоровья женщин и детей. У Кэ и Чэнь трое детей, один мальчик и две девочки.
Сообщали, что у Кэ Вэньчжэ наблюдаются симптомы синдрома Аспергера, о чём сам Кэ Вэньчжэ утверждал, что обладает похожими на такие симптомы чертами характера, однако врачи никогда не ставили ему официального клинического диагноза.

## Обвинения в коррупции
14 августа 2024 года прокуратура Тайбэя провела обыск в офисе PR-агентства, продававшего товары с логотипом «KP», после обвинений в ложной отчетности об использовании политических пожертвований в ходе президентских выборов 2024 года. Кэ заявил, что выплатил 9 миллионов новых тайваньских долларов (282 тысячи долларов США) двум подрядчикам, но обе компании заявили, что не получали этих платежей. 26 августа депутат законодательного собрания Тайбэя Линь Яньфэн провела пресс-конференцию, на которой заявила, что в мае Кэ приобрел офисное помещение стоимостью 43 миллиона новых тайваньских долларов (1,3 миллиона долларов США), и задалась вопросом об источнике средств, учитывая финансовую отчетность, представленную Кэ в рамках его президентской кампании. Кэ подтвердил, что использовал 43 миллиона новых тайваньских долларов из средств, выделенных на президентские выборы, для покупки офиса, заявив, что следовал практике предыдущих кандидатов в президенты. Офис бывшего президента Цай Инвэнь отрицал, что Цай когда-либо использовала свои предвыборные субсидии для покупки недвижимости в личную собственность. 29 августа Кэ объявил, что временно уходит с поста лидера ТНП на три месяца. На следующий день прокуратура Тайбэя совместно с Агентством по борьбе с коррупцией провели обыски в резиденции Кэ, штаб-квартире ТНП и кабинете Кэ. Кэ был арестован и допрошен в рамках расследования коррупции в сфере недвижимости на посту мэра Тайбэя, прокуратура признала его обвиняемым по данному делу.